# Сакарья (ил)
Сака́рья (тур. Sakarya) — ил на северо-западе Турции.

## География
С севера территория ила омывается водами Чёрного моря.
Ил Сакарья граничит с илами: Коджаэли на западе, Бурса и Биледжиком на юге, Болу и Дюздже на востоке.
Расположены нижнее течение и устье реки Сакарьи, восточная часть озера Сапанджа.

## Население
Население 756 168 жителей (2009).
Крупнейшие города: Адапазары (284 тыс. жителей в 2000 году), Карасу, Сердиван, Хендек, Эренлер.
В иле проживает большая часть потомков кавказских мухаджиров: адыгов, абхазов, абазин и других представителей горных кавказских народностей.

## Административное деление
Ил Сакарья делится на 16 районов, 3 из которых являются районами города Адапазары (он является Сакарья меркези — центральным административным районом ила Сакарья):
1. Адапазары (Adapazarı)
2. Акязы (Akyazı)
3. Арифие (Arifiye)
4. Феризли (Ferizli)
5. Эренлер (Erenler)
6. Гейве (Geyve)
7. Хендек (Hendek)
8. Карапюрчек (Karapürçek)
9. Карасу (Karasu)
10. Кайнарджа (Kaynarca)
11. Коджаали (Kocaali)
12. Памукова (Pamukova)
13. Сапанджа (Sapanca)
14. Сердиван (Serdivan)
15. Сёгютлю (Söğütlü)
16. Тараклы (Taraklı)

## Экономика
Выращиваются табак, пшеница, сахарная свекла.
В Адапазары вагоноремонт, сборка тракторов.